# Hans-Hermann Sieling
Hans-Hermann Sieling (* 24. Juni 1917 in Bremen; † 6. Februar 1991 in Bremen) war ein deutscher Pädagoge und Politiker (CDU).

## Biografie

### Ausbildung und Beruf
Sieling besuchte die Oberrealschule Dechanatstraße in Bremen. Nach dem Abitur musste er den Wehrdienst leisten und wurde 1944 im Zweiten Weltkrieg in Rumänien schwer verwundet (er verlor seinen Arm). Von 1945 bis 1950 studierte er Naturwissenschaften an der Universität Göttingen und er promovierte in Göttingen zum Dr. rer. nat. mit einer Arbeit über den Einfluss des Golfstromes auf unser Klima. Danach war er als Studienrat und zuletzt Studiendirektor am Hermann-Böse-Gymnasium in Bremen tätig. Er war Mitglied im Vorstand des Deutschen Philologenverbandes.

### Politik
In den 1950er Jahren wurde Sieling Mitglied der CDU. Er war in Bremen in verschiedenen Parteifunktionen tätig, unter anderem als Landesvorsitzender der Kommunalpolitischen Vereinigung der CDU/CSU und als stellvertretender Vorsitzender des CDU-Kreisverbandes Bremen. Vom 13. Oktober 1963 bis 1987 war er Mitglied der Bremischen Bürgerschaft und dort Mitglied in der Bildungs- und in der Wissenschaftsdeputation. Von 1963 bis 1971 wurde er als Nachfolger von Karl Krammig zum Vorsitzenden der CDU-Bürgerschaftsfraktion gewählt; ihm folgte Günter Klein. Von 1971 bis 1979 war er Stellvertretender Fraktionsvorsitzender.

### Ehrungen
Die Hans-Hermann-Sieling-Straße in Bremen-Grohn wurde 1999 nach ihm benannt.